# De brief (Ter Borch)
De brief is een schilderij van de Nederlandse kunstschilder Gerard ter Borch de Jonge, olieverf op linnen, 81,9 x 68,4 centimeter groot, gemaakt in circa 1660-1665. Het werk bevindt zich in de Britse Koninklijke Collectie. Het werd in 1814 aangekocht door koning George IV uit de verzameling van de Britse bankier Sir Thomas Baring. Eerder, in 1805, werd het verworven door Barings vader, in een periode dat veel Nederlandse topstukken uit de zeventiende eeuw naar het buitenland verdwenen. Tot kort daarvoor maakte het deel uit van de collectie van Jan Gildemeester Jansz.

## Afbeelding
De brief toont drie personen rondom een tafel met attributen. Op de voorgrond staat een stoel waarop een kleine hond ligt te slapen. De achtergrond van de ruimte is verder donker, hoewel een kroonluchter zich nog net aftekent door een reflectie. Het interieur, hoewel beperkt zichtbaar, is typisch Hollands.
De modieus geklede dame rechts wordt sterk belicht en is duidelijk de hoofdpersoon van het tafereel. Ze leest een brief voor. De jongen in het midden en de vrouw links, die kennelijk een brief aan het schrijven was, kijken haar aan. Ze observeren nauwgezet wat haar reactie is, maar de duiding van wat zich psychologisch gezien tussen de figuren afspeelt blijft een raadsel. De kijker mag het zelf invullen.

## Modellen
De brief is waarschijnlijk geschilderd in Ter Borghs woning te Deventer, waar hij de meeste van zijn werken maakte. Minimaal twee modellen op het schilderij zijn familieleden van de schilder. De jongen in het midden is in elk geval zijn halfbroer Moses, de brief lezende dame rechts zijn halfzus Gesina. Ter Borch gebruikte vaak familieleden en kennissen als model. Zelfs de hond op de stoel is waarschijnlijk van Ter Borch zelf, aangezien het beestje op meerdere van zijn werken is te zien.

## Stijl

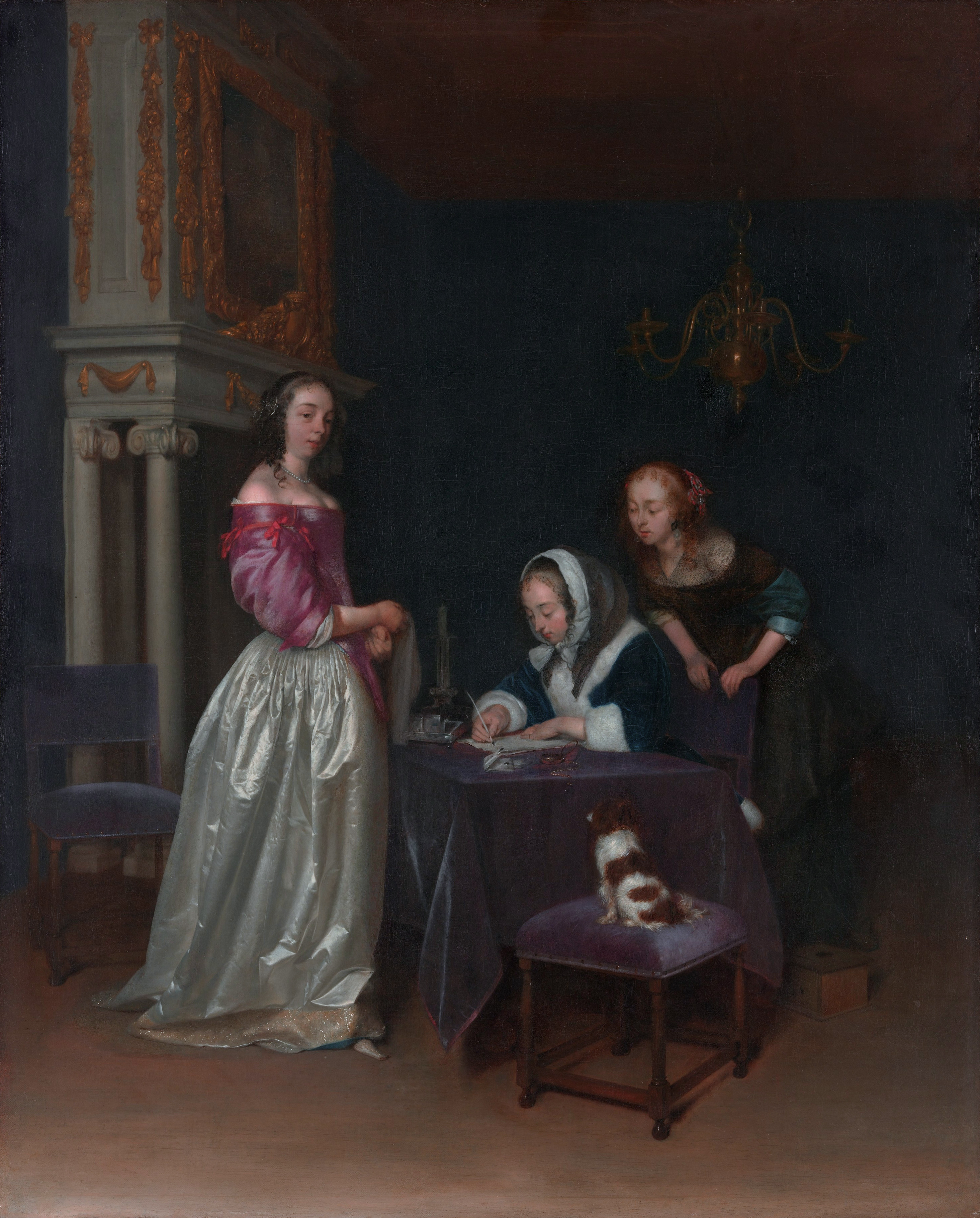
Nieuwsgierigheid, deels dezelfde modellen en stoffering.

Het schilderij is duidelijk opgezet in de stijl van de fijnschilders. De textuur van de stoffen, met name van de hoofdpersoon, is uiterst zorgvuldig weergegeven. In het oog springend is de metaalachtige reflectie van de blauwe en gele van haar kleding, die een zekere welgesteldheid uitstraalt. De verfijnde uitwerking, zoals bijvoorbeeld van de geborduurde rand aan de onderkant van de jurk, is voor die tijd schier ongeëvenaard. 
Als altijd heeft Ter Borch ook veel aandacht voor de details, zoals het dienblad en de kandelaar in de handen van de jongen, de inktpot op tafel bij de vrouw links, en zelfs de vaag weergegeven kroonluchter tegen de donkere achtergrond. De ingetogen en afgemeten stemming wordt versterkt door het verstrooide licht. Alles ademt een enorme precisie en vakmanschap uit. De algehele uitwerking is sterk realistisch, met een sterke nadruk op de harmonische eenvoud van het huiselijke leven. 
Ter Borch schilderde veel van dit soort anekdotische werken, vaak met dezelfde modellen en met nauwelijks wijzigende elementen sterk vergelijkbaar qua sfeer. Vaak staan brieven lezende of brieven schrijvende figuren centraal. Omdat deze figuren psychologisch gezien in een intieme onderlinge relatie tot elkaar staan wordt de kijker als het ware buitengesloten: hij kan slechts gissen naar de toedracht van het gebeuren. Het op deze wijze uitbeelden van versluierde betekenissen, veelal in het amoureuze vlak, was een gewoonte uit die tijd en kan ook worden waargenomen bij veel van Ter Borchs collega's.

## Galerij

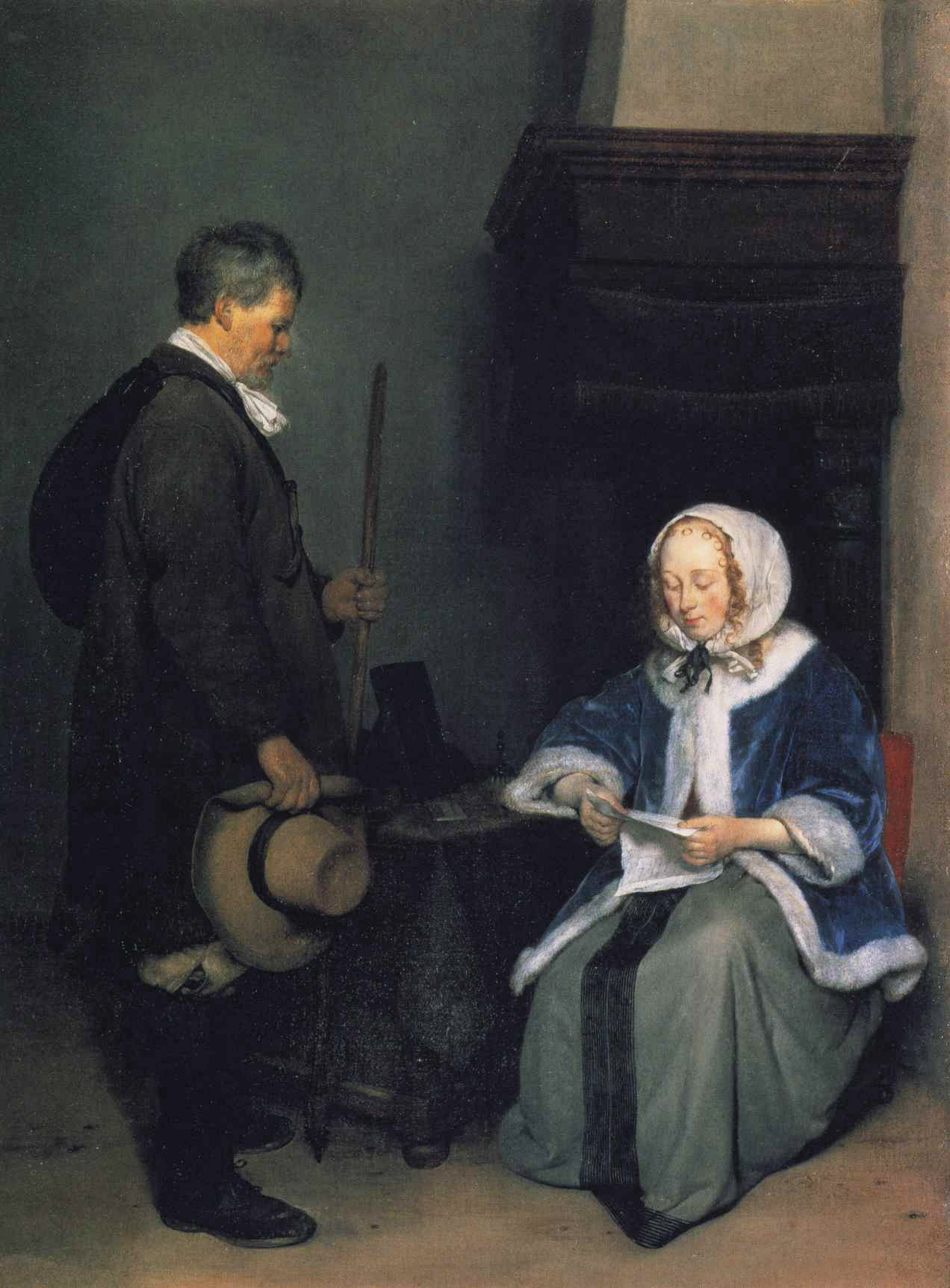
Een brief lezende vrouw
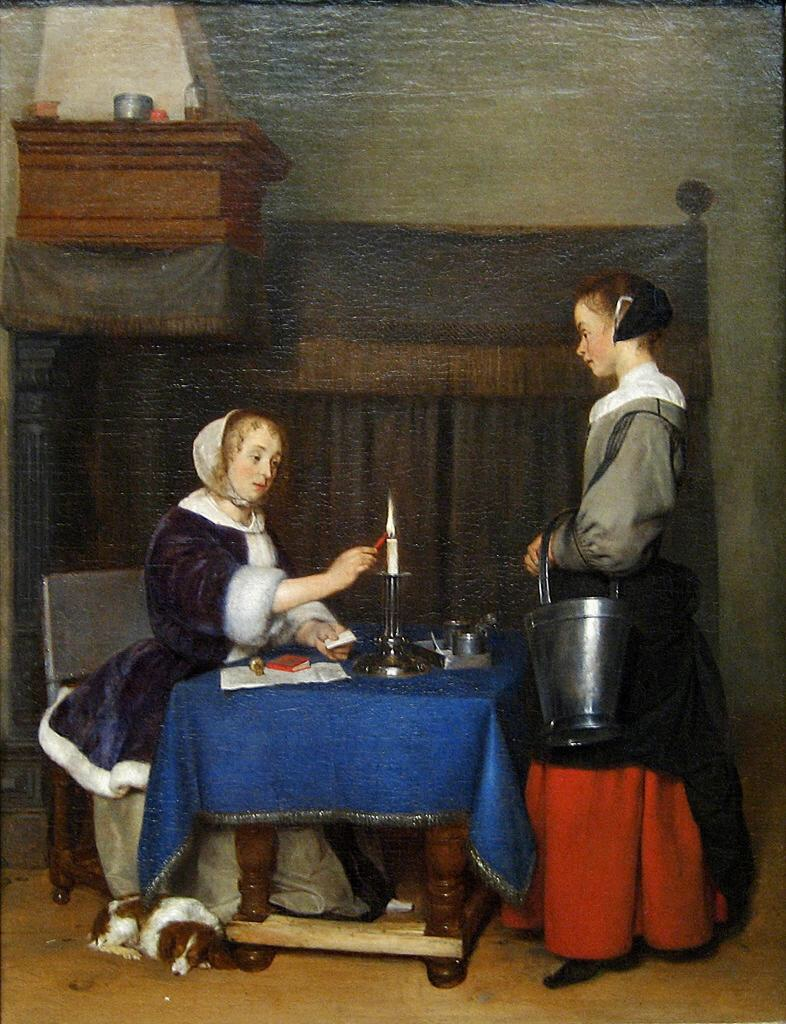
Vrouw die een brief verzegelt (met dezelfde hond)
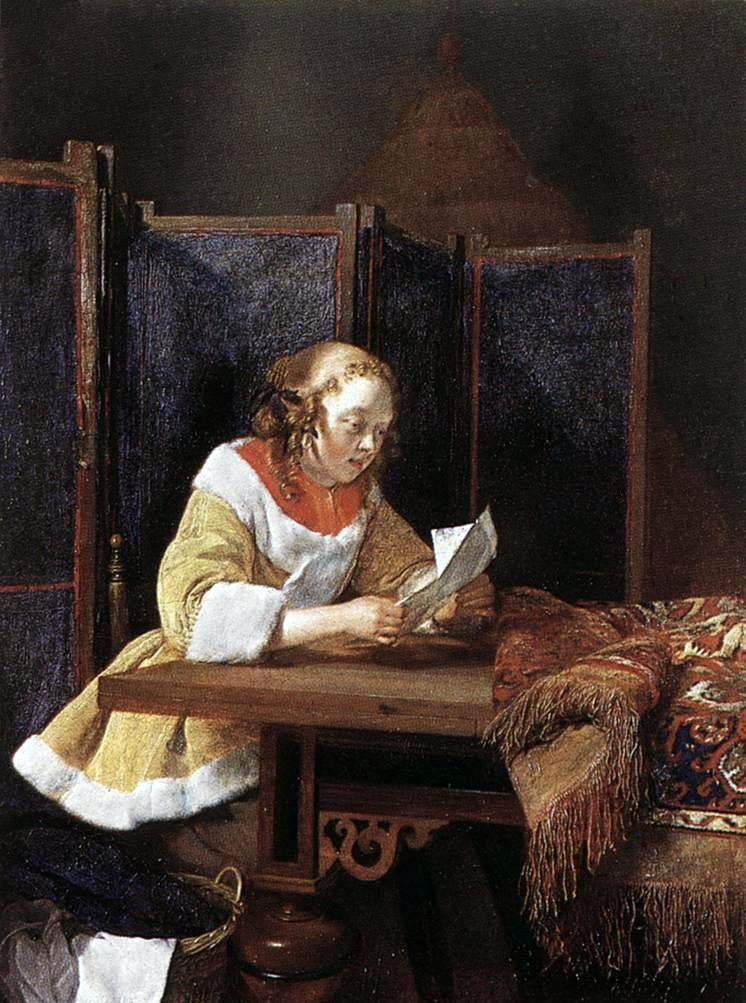
Brief lezende vrouw (Gesina)
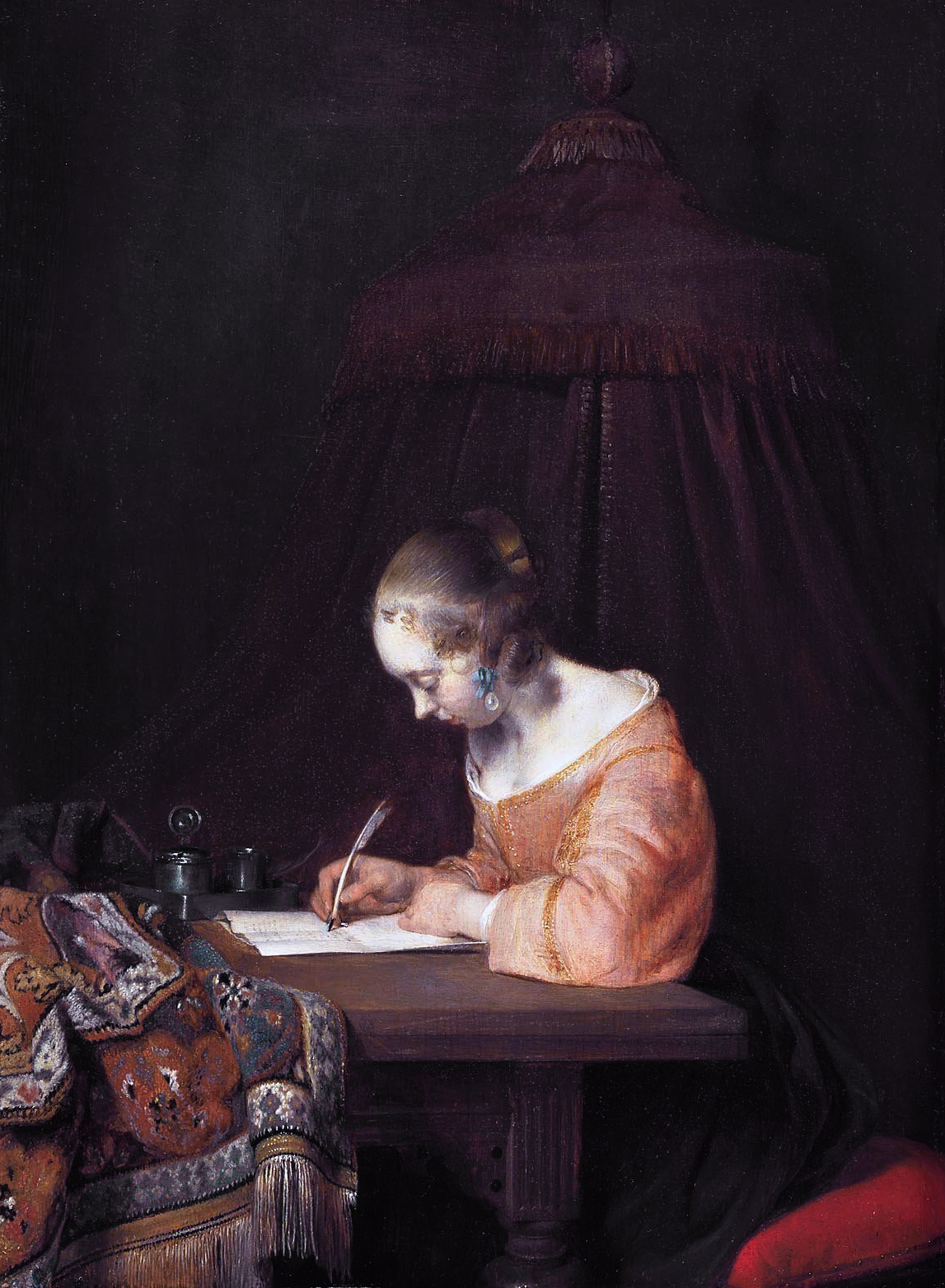
Briefschrijfster (Gesina)